# المنفل
حبة المنفل أو جوزء القيء (بالإنجليزية: NUT VOMICA" Poison Nux-Vomiting Nut")‏ عبارة عن نوع من الحبوب المستخدمة في علاج السحر المشروب والمأكول، لونها بني وهي بيضوية الشكل وحجمها بحجم بذر الزيتون، وهي تسبب القيء أو الاسهال ،وتعتبر من الحبوب ذات المفعول القوي حيث لايجوز استخدامها بدون استشاره وتستخدم على فترات متباعدة.